# 挑戰者1式戰車
挑戰者1式坦克為英國在1970年代為了取代酋長式而開發的主力坦克。由於英國預期酋長式不足以應付1980年代的蘇聯新型坦克，西德與美國共同研發的MBT-70又因為嚴重超支及技術不成熟告終，兩國基於對下一代主力坦克有共同需求，於是一度合作展開MBT-80計劃，但該項目於1977年被取消，德國獨自開發出豹2型坦克，這時英國也為伊朗巴勒維皇朝以酋長式坦克為基礎而開發出波斯獅2式坦克（Shir 2），1979年伊朗巴勒維皇朝被推翻，於是英國把波斯獅2式坦克由出口改內銷，從而進一步發展成為挑戰者1式戰車，後來進一步發展為挑战者2坦克。

## 基本資料
- 乘員：4人（車長，炮手，上彈手和駕駛）
- 車長：8.39公尺
- 車闊：3.51公尺
- 車高：2.5公尺
- 重量：62噸
- 最快速度：60公里/小時
- 續航距離：450公里
- 主武裝：120毫米口徑L11线膛炮（備彈44至52發）
- 副武裝：7.62毫米口徑FN MAG通用機槍兩挺（子彈4,000發）
- 發動機：帕金斯（英语：Perkins Engines）CV12水冷式柴油發動機（1,200匹馬力）

## 設計
挑戰者1式戰車的車身和炮塔是焊接結構，前方大幅傾斜，英國坦克的設計理念是防護第一，挑戰者1式戰車也不例外，其裝甲是英國研製的乔巴姆式裝甲，全車重達62噸，動力來自帕金斯CV12柴油引擎，馬力1,200匹，因為車重較大，故挑戰者1式戰車的機動性並不優良，但懸掛系統選用油壓式，因為各組懸掛台車是各自獨立，沒有管道互相連接，所以不能像日本的74式主力坦克可前後左右調節車高，但這款油壓懸掛系統不佔用車體內部空間。因為挑戰者1式配備油壓懸掛系統，路輪可適應起伏路況作較大範圍的擺動，可提升越野能力；雖然挑戰者的引擎馬力不及美國M1坦克和德國豹二型，但這套油壓懸掛系統在越野時可彌補引擎馬力的差距，挑戰者的越野時速同為48公里。主炮方面，挑戰者1式戰車沿用自酋長式的120毫米口徑L11线膛炮但炮管壽命提高至400發，其射控系統採用YAG激光測距儀。

## 服役及替換
挑戰者1式於1983年進入英國陸軍服役，曾經部署於西德，於1991年參與波斯灣戰爭，英國陸軍的挑戰者1式於1990年代後期漸漸被其改良型挑戰者2式所取代，部分挑戰者1式被轉售給約旦陸軍。

## 實戰
- 海灣戰爭

## 使用國家
- 英国
- 约旦

## 流行文化

### 电子游戏
- 《装甲战争》中在军火商Marat Shishkin的战车线上登场。当前通过正常游玩游戏可获得7级挑战者1主战坦克[1]。通过充值或参与游戏中的活动，可以获得高级战车8级挑战者1猎鹰主战坦克[2]。

- 《戰爭雷霆》中為英國6階主力戰車之一，分別為MK.2以及MK.3型。

## 外部連結
- 英国挑战者主战坦克

| 论 编 | 二戰後歐洲裝甲戰鬥車輛 |

1. ↑  . my.games.   [2024-01-12]. （原始内容存档于2024-01-12） （英语）.
2. ↑  . my.games.   [2024-01-12]. （原始内容存档于2024-01-12） （英语）.